# Die Gotische Bibel

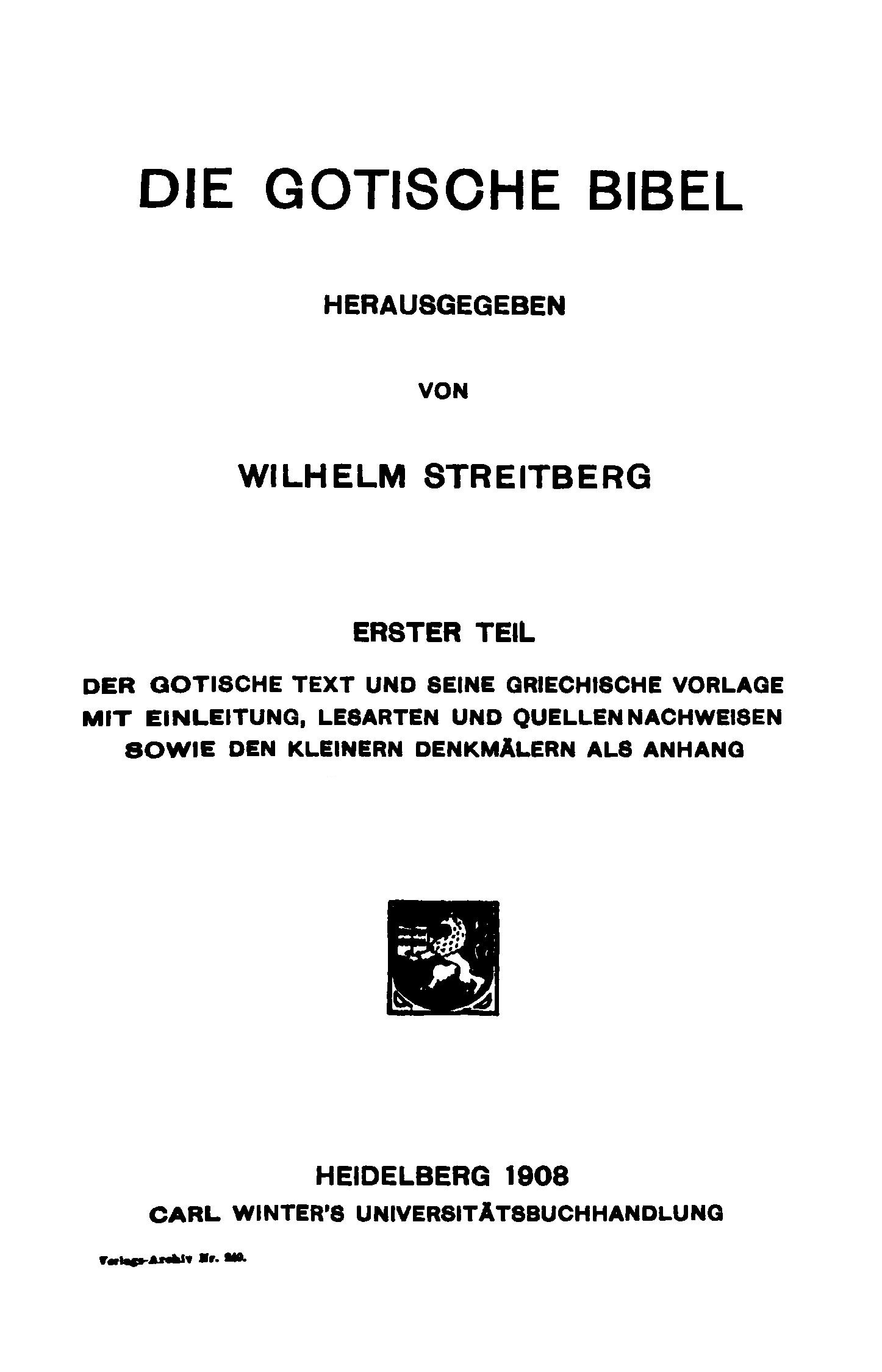
„Die Gotische Bibel”, strona tytułowa

Die Gotische Bibel – krytyczne wydanie Biblii gockiej, w oparciu o dostępne rękopisy, przygotowane przez Wilhelma Streitberga. Do wydania dołączono także pozabiblijne dodatki.

## Wydanie i jego charakterystyka
Wilhelm Streitberg, filolog, indogermanista, przygotował w latach 1908-1910 wydanie tekstu na potrzeby krytyki tekstu Nowego Testamentu w oparciu o dostępne mu rękopisy. W wydaniu tym, wzorując się na wydaniu Ernsta Bernhardta z 1888, zamieścił też tekst grecki  . Tekst gocki umieszczony został po prawej stronie, a po „honorowej” lewej stronie – tekst grecki. Na dole umieścił aparat krytyczny, w którym omawia relację tekstu Wulfili do innych wczesnych greckich rękopisów (rodzin rękopisów).
Tekst grecki został wzięty z wydania Hermanna von Sodena oraz z The New Testament in the Original Greek Westcotta-Horta i uzgodniony został z tekstem gockim. Dzięki temu korzystający z tego wydania bibliści nie muszą znać języka gockiego, by korzystać z wariantów tekstowych kodeksu. W 1919 roku ukazało się drugie zrewidowane wydanie . W 1965 roku E.A. Ebbinghaus wydał piąte zrewidowane wydanie tego dzieła. W 1976 ukazało się wydanie szóste. W roku 2000 ukazało się siódme wydanie .
W dodatkach Streitberg zamieścił teksty pozabiblijne: Skeireins, gocki kalendarz, Documentum Neapolitanum, Documentum Aretinum. W następnych wydaniach umieszczono także: Gotica Veronesia. W wydaniu 7. zamieszczono dalsze dokumenty (odkryte w latach 1971, 1978, 1984) w rozdziale opracowanym przez Piergiuseppe Scardigli (Neuentdeckte gotische Sprachreste). Wydanie wyposażone zostało w słownik gocko-grecko-niemiecki i był to najbardziej szczegółowy słownik gocki od roku 1848.
Do innowacji wydania należy przekład terminu gakunds πεισμονη (Gal 5,8), Streitberg przełożył je na „Überredung” (namawianie). Bernhardt tłumaczył je w swoim wydaniu jako „posłuszeństwo”. Streitberg wprowadził też nową interpretację 2 Kor 2,5. Hermann Collitz, indoeuropeista, zarzucił błędną interpretację terminu andbahtida z 2 Kor 3,3.

## Oceny
Pierwsze oceny były bardzo pochlebne. George O. Curme ocenił w 1911, że każdy germanista powinien posiadać tę pozycję. Friedrich Kauffmann w 1913 ocenił, że zachodzi większa zgodność pomiędzy tekstem gockim a greckim niż w wydaniu Bernhardta (1875). Hans Lietzmann w 1919 skrytykował oparcie Vorlage na teorii von Sodena.
Kurt Aland zarzucił, że tekst grecki różni się z tekstem gockim w około stu miejscach. Rozbieżności pomiędzy tekstem greckim a gockim w wydaniu Streitberga są jednym z powodów, dla których przekład gocki jest rzadko cytowany w krytycznych wydaniach greckiego Nowego Testamentu. Aland zarzucił germanistom, że zamiast tłumaczyć tekst gocki na grecki, kierują się własnymi teoriami, w oparciu o które tworzą tekst nieprzydatny dla krytyków tekstu Nowego Testamentu. Carla Falluomini odpowiedziała, że nie jest w stanie tłumaczyć z gockiego na grecki ze względu na odmienną strukturę gramatyczną tych języków (rodzajniki, czasy, tryby).
Po dziś dzień jest to najważniejsze wydanie tekstu gockiej Biblii, pomimo pewnych jego niedoskonałości. Nie stosuje oryginalnej punktacji, pomija Kanony Euzebiusza, niedoskonałości w transkrypcji (nie rozróżnia liter „i” oraz „ï”), opiera się na teorii Westcotta-Horta.

### Wydania
- W. Streitberg: Die Gotische Bibel. Heidelberg: Universitätsverlag C. Winter, 1908.
- W. Streitberg: Gotisch-Griechisch-Deutsches Wörterbuch. Heidelberg: Universitätsverlag C. Winter, 1910.
- W. Streitberg: Die Gotische Bibel. Wyd. 2. Heidelberg: Universitätsverlag C. Winter, 1919.
- W. Streitberg: Die Gotische Bibel. Der gotische Text und seine griechische Vorlage. Wyd. 7. Heidelberg: Universitätsverlag C. Winter, 2000. ISBN 3-8253-0745-X.

### Recenzje
- Hermann Collitz. Gotlic Bible. „Modern Language Notes”. Vol. 24, No. 6, s. 181-183, Jun. 1909. (ang.).
- Hermann Collitz. Die Gotische Bibel by Wilhelm Streitberg Review. „Modern Language Notes”. Vol. 26, No. 6, s. 182-184, Jun. 1911. (ang.).

### Inne opracowania
- Kurt Aland, Barbara Aland: Der Text des Neues Testaments: Einfürung in die wissenschaftlichen Ausgaben sowie Theorie und Praxis der modernen Textkritik. Wyd. 2. Stuttgart: Deutsche Bibelgesellschaft, 1989. ISBN 3-438-06011-6. (niem.).
- George O. Curme. Is the Gothic Bible Gothic?. „The Journal of English and Germanic Philology”. Vol. 10, No. 2, s. 151-190, Apr. 1911. (ang.).
- Carla Falluomini, The Gothic Version of the New Testament, [w:] The Text of the New Testament in Contemporary Research: Essays on the Status Quaestionis, pod red. B.D. Ehrman & M.W. Holmes, Leiden 2013.
- A. Jülicher. Die griechische Vorlage der gotischen Bibel. „Zeitschrift für deutsches Altertum und deutsche Literatur”. 52, s. 365-387, 1910. (niem.).
- F. Kauffmann. Zur Textgeschichte der gotischen Bibel. „Zeitschrift für deutsche Philologie”. 43, s. 118-132, 1911. (niem.).
- H. Lietzmann. Die Vorlage der gotischen Bibel. „Zeitschrift für deutsches Altertum und deutsche Literatur”. 56, s. 249-278, 1919. (niem.).